# 神山健治
神山健治（日语：／ Kamiyama Kenji，1966年3月20日—），日本動畫導演、演出家，埼玉縣秩父市出身，原來屬於風雅工作室，目前為自由身。目前主要是參與Production I.G的活動為主。已婚。

## 來歷、人物
埼玉縣立秩父農工科學高等學校食品科學科畢業，但對廚師這條路並沒有太大興趣。在1985年加入風雅工作室，主要處理背景與做美術指導。
在沖浦啟之的邀請下負責《人狼 JIN-ROH》的演出職位。在擔任演出職位的同時，參與了由導演押井守所主持的「押井塾」。初次導演的作品是《ミニパト》。隔年，初次導演的電視動畫作品《攻殼機動隊 STAND ALONE COMPLEX》及後續的系列作品獲得相當高的評價。
2004年，以導演身份榮獲第9回神戶動畫獎的個人獎。

## 作品列表
- 城市獵人（1987年）背景
- 阿基拉（1988年）背景
- 魔女宅急便（1989年）背景
- 魔法陣都市2（1992年）背景協力
- 老人Z（1991年）美術監督補
- 跑吧！美樂斯（1992年）背景
- THE八犬伝〜新章〜（1993年）美術監督
- ジェノサイバー 虚界の魔獣（1994年）美術監督
- POLICENAUTS（1995年）アニメーションユニット、監修
- 狂野歷險 Twilight Venom（1999年）腳本
- 血戰：最後的吸血鬼（2000年）腳本
- 人狼 JIN-ROH（2000年）演出
- 徽章戰士（2000年）分鏡、演出
- 龍族傳說II（2000年）動畫監督、演出、分鏡
- サモンナイト2（2001年）開頭動畫演出、分鏡
- ミニパト（2002年）導演
- 攻殼機動隊 STAND ALONE COMPLEX（2002年）導演、系列構成、腳本、分鏡
- 攻殼機動隊 S.A.C. 2nd GIG（2004年）導演、系列構成、腳本、分鏡
- 攻殼機動隊 S.A.C. Solid State Society（2006年）導演、腳本、分鏡
- 精靈守護者（2007年）導演、腳本
- 真・女立喰師列伝 第3話「Dandelion 学食のマブ」（2007年）導演、脚本、出演
- 手機搜查官7（2008年）開頭動畫
- 東之伊甸（2009年）原作、腳本、導演
- 人造人009（2010年）腳本
- 排球少年（2014年）片尾動畫分鏡
- CYBORG009 CALL OF JUSTICE（2016年）總導演
- 午睡公主～不為人知的故事～（2017年）導演、劇本
- ULTRAMAN（2019年）联合导演（与荒牧伸志合作）
- 攻壳机动队：SAC_2045（2020年） 系列构成、剧本、导演（与荒牧伸志合作）
- 永远的831（2022年）腳本、導演
- 魔戒：洛汗人之戰（2024年）導演

## 演出
- 立喰師列伝（2006年）扮演「店長神山」
- NHK綜合頻道『にんげんドキュメント』「対話がアニメを作り出す〜監督 神山健治〜」2007年1月19日放映
- NHK-BS「アニメ・精霊の守り人徹底研究」2007年3月26日放映

## 其他作品

### 真人電影
- 正宗哥吉拉（2016年） 企畫協力

## 註解
1. ↑  .   [2017-07-21]. （原始内容存档于2019-06-08）.
2. 1 2  .   [2010-01-03]. （原始内容存档于2009-02-28）.
3. ↑  .   [2010-01-03]. （原始内容存档于2008-05-12）.

## 外部連結
- 神山健治：Kenji Kamiyama的X（前Twitter）
- クラフター / CRAFTAR Inc.
  - 株式会社 STEVE N' STEVEN的Facebook專頁
- PH9 神山健治監督作品
- 神山健治監督対談（P.A.WORKS社長堀川憲司） （页面存档备份，存于）
- PH9 神山健治監督作品的Facebook專頁
- PH9 神山健治監督作品公式的X（前Twitter）
- STEVE N' STEVEN 公式サイト （页面存档备份，存于）